# John Noble
Pour les articles homonymes, voir John Noble (peintre) et Noble (homonymie).
John Noble est un acteur australien né le 20 août 1948 à Port Pirie (Australie-Méridionale).
Il est notamment célèbre pour sa prestation de l'Intendant souverain du royaume du Gondor, Denethor, dans les deux derniers volets de la trilogie Le Seigneur des Anneaux de Peter Jackson, sortis en 2002 et 2003.
Par la suite, il mène une riche carrière à la télévision, son rôle le plus marquant étant celui du scientifique Walter Bishop dans la série de science-fiction Fringe diffusée entre 2008 et 2013.

## Biographie
Acteur de films et de séries, John Noble a aussi mis en scène plus de 80 pièces de théâtre. Principalement connu pour son rôle de Denethor dans le film Le Seigneur des anneaux : Le Retour du roi, il fait aussi occasionnellement des apparitions dans des séries télévisées. 
Entre 2008 et 2013, il interprète dans la série de science-fiction Fringe de J. J. Abrams, le Dr Walter Bishop, un scientifique sorti d'un hôpital psychiatrique. En 2011, il incarne physiquement et vocalement le magnat Leland Monroe dans le polar vidéoludique L.A. Noire du studio Rockstar Games. Ce projet ambitieux utilise un système de capture de performance révolutionnaire permettant de mieux reproduire les expressions faciales des acteurs.
Après l'arrêt de la série Fringe, il enchaine les rôles à la télévision, interprétant notamment Henry Parrish dans Sleepy Hollow entre 2013 et 2017, ou encore Morland Holmes entre 2015 et 2019 dans la série Elementary portée par Jonny Lee Miller et Lucy Liu, énième adaptation des romans d'Arthur Conan Doyle centrés sur le personnage de Sherlock Holmes,.
En 2015, il interprète le criminel Jonathan Crane / l'Épouvantail, un des principaux antagonistes du jeu vidéo Batman: Arkham Knight, dernier volet de la franchise Batman: Arkham mettant en scène le justicier masqué de la maison DC Comics, Batman.
En 2020, il apparaît dans l'épisode sept de la deuxième saison de la série The Boys, jouant le rôle de Sam Butcher, père de Billy Butcher incarné par Karl Urban.
En 2021, il incarne Caliban dans l'adaptation en prise de vues réelles de l'anime Cowboy Bebop.

### Vie privée
Il vit aux États-Unis avec sa femme Penny Noble avec qui il a trois enfants : Samantha qui est actrice, Jess, journaliste, et Daniel, entrepreneur.

## Filmographie

### Cinéma
- 1988 : The Dreaming de Mario Andreacchio : le docteur Richards
- 1989 : A Sting in the Tail d'Eugene Schlusser : le garde du corps du Premier Ministre
- 1990 : Call Me Mr. Brown de Scott Hicks : le sergent
- 1993 : The Nostradamus Kid de Bob Ellis : le général Booth
- 2000 : Cercle intime (The Monkey's Mask) de Samantha Lang : Monsieur Norris
- 2002 : Le Seigneur des anneaux : Les Deux Tours (The Lord of the Rings: The Two Towers) de Peter Jackson : Denethor (version longue uniquement)
- 2003 : Le Seigneur des anneaux : Le Retour du roi (The Lord of the Rings: The Return of the King) de Peter Jackson : Denethor
- 2004 : Fracture (en) de Larry Parr : Howard Peet
- 2006 : Esther, reine de Perse (One Night with the King) de Michael O. Sajbel : le prince Admantha
- 2006 : La Peur au ventre (Running Scared) de Wayne Kramer: Ivan Yugorsky
- 2006 : Voodoo Lagoon de Nick Cohen : Ben
- 2010 : Risen (en) de Neil Jones : Eddie Thomas
- 2010 : Le Dernier Maître de l'air (The Last Airbender) de M. Night Shyamalan : L'esprit du dragon (voix)
- 2013 : Superman contre Brainiac (Superman: Unbound) de James Tucker : Brainiac (voix)
- 2013 : Guardians of Luna d'Alexander Mendeluk : Constantine Voira (voix)
- 2014 : The Mule d'Angus Sampson et Tony Mahony : Pat Shepherd
- 2021 : Conjuring : Sous l'emprise du Diable : Kastner

### Télévision

#### Téléfilm
- 1999 : Airtight de Ian Barry  : Sorrentino
- 2000 : Cauchemar virtuel (Virtual Nightmare) de Michael Pattinson : le père de Dale Hunter
- 2002 : The Outsider de Randa Haines : Fergus Hunter
- 2002 : Superfire, l'enfer des flammes (Superfire) de Steven Quale : Paul Baylis
- 2004 : Natalie Wood : Le Prix de la gloire (The Mystery of Natalie Wood) de Peter Bogdanovich : le réalisateur Irving Pichel

#### Série télévisées
- 1991 : Sydney Police (Police Rescue) de Christopher Lee (scénariste) et Debra Oswald, saison 1, épisode 10 : L'Otage (Hostage) : le sergent de police
- 1991 : Hercule Poirot (Agatha Christie's Poirot) de Clive Exton, saison 3, épisode 7 : Le Mystère du bahut espagnol (The Mystery of the Spanish Chest) : Rigoletto
- 1993 : Time Trax (en) de Harve Bennett, Grant Rosenberg et Jeffrey Hayes, saison 1, épisode 22 : One on One : Monsieur Michaels
- 1997 : Big sky de John Edwards, saison 1, épisode 25 : Future, Past and Present : Graham James
- 1998 : Brigade des mers (Water Rats) de Tony Morphett et John Hugginson, saison 3, épisode 26 : Vertiges (Epiphany) : le docteur Harry
- 1998-2004 : All Saints (en) de Bevan Lee, 7 saisons, 32 épisodes : le docteur John Madsen
- 2000 : Les Aventures des mers du Sud (Tales of the South Seas) de Darryl Sheen, saison unique, épisode 5 : Contrebande (Trent in Love) : Christian Ambrose
- 2001 : Le Monde perdu (Sir Arthur Conan Doyle's The Lost World) de Greg Coote et Jeffery Hayes, saison 3, épisode 5 : Le Couteau (The Knife) : l'inspecteur Robert Anderson
- 2001 : The Bill de Geoff McQueen, saison 17, épisode 60 : Beech on the Run : le commandant Warren
- 2001-2006 : Summer Bay (Home and Away) d'Alan Bateman, 6 saisons : le docteur Helpman
- 2002 : Young Lions de Michael Jenkins, saison unique, 4 épisodes : Adam Gallagher
- 2002 : Stingers : Unité secrète (Stingers) de Guy Wilding, Mikael Borglund, Michael Messenger et Tony Morphett, saison 5, épisode 18 : Outrage (Disgraceful Conduct) : Michael Kranz

- 2006 : Stargate SG-1 de Jonathan Glassner et Brad Wright, saison 9, épisode 20 : La Première Vague (Camelot) : Meurik
- 2007 : Journeyman de Kevin Falls, saison unique, épisode 8 : Rendez-vous manqué (Winterland) : Dunston
- 2007 : The Unit : Commando d'élite (The Unit) de David Mamet, saison 3, épisode 2 : Pandemonium, partie 2  (Pandemonium Part 2) : le directeur général
- 2007 : 24 heures chrono (24) de Joel Surnow et Robert Cochran, saison 6 : Anatoly Markov (2 épisodes)
- 2007 : Pirate Islands: The Lost Treasure of Fiji de Johnathan M. Schiff , saison unique : le capitaine John Blackheart (13 épisodes)
- 2008 - 2013 : Fringe de J. J. Abrams, Alex Kurtzman et Roberto Orci, 5 saisons : le professeur Walter Bishop (100 épisodes)
- 2011 : Dark Matters: Twisted But True d'Adam Rosenthal et Annalisa D'Innela (série documentaire), 2 saisons : le narrateur (19 épisodes)
- 2013 : The Good Wife de Robert King et Michelle King, saison 4, épisode 18 Juste un souvenir (Death of a Client) : Matthew Ashbaugh
- 2013 : Miss Fisher enquête (Miss Fisher's Murder Mysteries) de Deb Cox et Fiona Eagger : Edward Stanley (saison 2, épisode 13)
- 2013 -  2017 : Sleepy Hollow d'Alex Kurtzman, Roberto Orci, Phillip Iscove et Len Wiseman : Henry Parrish (25 épisodes)
- 2014 : Rake de Peter Duncan, Richard Roxburgh et Charles Waterstreet : Clayton Post (saison 3, épisode 2)
- 2014 : Devil's Playground de Blake Ayshford, Alice Addison, Tommy Murphy et Cate Shortland (mini-série) : l'évêque John McNally (6 épisodes)
- 2015 : Forever de Matt Miller : Aubrey Griffin (saison 1, épisode 22)
- 2015 - 2019 : Elementary de Robert Doherty : Morland Holmes, le père de Sherlock (16 épisodes)
- 2017 : Salvation de Liz Kruger, Craig Shapiro et Matt Wheeler,: Nicholas Tanz  (3 épisodes)
- 2017 : Flynn Carson et les Nouveaux Aventuriers (The Librarians) de John Rogers : Monseigneur Vega (saison 4, épisode 1)
- 2017-2018 : Legends of Tomorrow de Greg Berlanti, Marc Guggenheim, Andrew Kreisberg et Phil Klemmer : Mallus (voix, 7 épisodes) et lui-même (saison 3, épisode 17)
- 2018 : The Resident d'Amy Holden Jones, Hayley Schore et Roshan Seth : Elliot Festervan (saison 2, épisode 22)
- 2018 : Blacklist (The Blacklist) de Jon Bokenkamp : Sir Raleigh Sinclair III (saison 5, épisodes 14 et 19)
- 2020 : Hunters de David Weil : Frederic Hauser (saison 1, épisode 4)
- 2020 : The Boys de Eric Kripke : le père de Billy Butcher (saison 2, épisode 7)
- 2021 : Debris : Otto (saison 1, épisode 13)
- 2021 : Cowboy Bebop : Caliban (3 épisodes)
- 2025 : Severance : Fields (saison 2, épisode 6)

#### Série d'animation
- 2011 : Transformers: Prime d'Alex Kurtzman, Roberto Orci, Duane Capizzi et Jeff Kline, saison 1 : Unicron
- 2021 : Star Trek: Prodigy : The Diviner
- 2024 : Twilight of the Gods : Odin (3 épisodes)

## Distinctions

### Récompenses
- 2003 : Awards Circuit Community Awards de la meilleure distribution pour Le Seigneur des anneaux : Le Retour du roi partagé avec Sean Astin, Sean Bean, Cate Blanchett, Orlando Bloom, Billy Boyd, Bernard Hill, Ian Holm, Ian McKellen, Dominic Monaghan, Viggo Mortensen, Miranda Otto, John Rhys-Davies, Andy Serkis, Liv Tyler, Karl Urban, Hugo Weaving, David Wenham et Elijah Wood
- 2003 : National Board of Review Awards de la meilleure distribution pour Le Seigneur des anneaux : Le Retour du roi
- Critics' Choice Movie Awards 2004 : Meilleure distribution pour Le Seigneur des anneaux : Le Retour du roi
- 2004 : Phoenix Film Critics Society Awards de la meilleure distribution pour Le Seigneur des anneaux : Le Retour du roi
- Screen Actors Guild Awards 2004 : Meilleure distribution pour Le Seigneur des anneaux : Le Retour du roi
- Saturn Awards 2011 : Meilleur acteur dans un second rôle dans une série dramatique pour Fringe
- 2012 : BTVA Television Voice Acting Awards de la meilleure performance vocale dans une série télévisée d'animation pour Transformers: Prime
- Saturn Awards 2012 : Meilleur acteur dans un second rôle dans une série télévisée dramatique pour Fringe
- 2014 : BTVA Special/DVD Voice Acting Awards de la meilleure performance vocale pour l'ensemble de la distribution dans une série télévisée d'animation pour Transformers: Prime partagé avec Sumalee Montano, Steve Blum, Frank Welker, Will Friedle, Peter Cullen, Peter Mensah, David Sobolov, Kevin Michael Richardson, Nolan North, James Horan, Daran Norris, Michael Ironside et Jeffrey Combs

### Nominations
- Satellite Awards 2008 : Meilleur acteur dans un second rôle dans une série télévisée dramatique pour Fringe
- Satellite Awards 2009 : Meilleur acteur dans un second rôle dans une série télévisée dramatique pour Fringe
- Saturn Awards 2010 : Meilleur acteur dans un second rôle dans une série télévisée dramatique pour Fringe
- Saturn Awards 2011 : Meilleur acteur dans un second rôle dans une série télévisée dramatique pour Fringe
- Saturn Awards 2012 : Meilleur acteur dans un second rôle dans une série dramatique pour Fringe
- Saturn Awards 2013 : Meilleur acteur dans un second rôle dans une série télévisée dramatique pour Fringe

## Jeux vidéo
- 2009 : The Saboteur : Bishop
- 2011 : L.A. Noire : Leland Monroe
- 2015 : Batman Arkham Knight : l'Épouvantail

## Voix francophones
En version française, John Noble est principalement doublé par Patrick Messe depuis la série Fringe diffusée pour la première fois en 2008. Il le retrouve notamment dans The Good Wife, Sleepy Hollow, Elementary, Legends of Tomorrow, Blacklist ou encore The Resident.
Il est également doublé par Pierre Santini dans les films Le Seigneur des anneaux ainsi que par Mathieu Rivolier dans Risen (en), Jean-Bernard Guillard dans Devil's Playground, Philippe Dumond dans Flynn Carson et les Nouveaux Aventuriers et José Luccioni dans The Boys.